# Белогорск (Кемеровская область)
Белого́рск — посёлок городского типа в Тисульском мунциипальном округе Кемеровской области России.

## География
Белогорск расположен на восточных отрогах Кузнецкого Алатау. Расстояние до административного центра — 375 километров.
Город находится на востоке Кемеровской области, в 4-х километрах от границы с Республикой Хакасией. До 1990 года это была часть границы с Красноярским краем, в состав которого входила Хакасская автономная область.

## История
3 сентября 1962 года посёлок Кия-Шалтырь отнесён к категории рабочих поселков, с присвоением наименования — Белогорск.
6 января 1969 года присвоены наименования вновь возникшим населённым пунктам, административно подчинённым Белогорскому поссовету, — посёлки Кия-Шалтырь и Саланга.
24 апреля 1972 года включён в черту рабочего посёлка — посёлок Старый Шалтырь, а посёлок Кия-Шалтырь упразднён и исключён из учётных данных.
17 мая 1978 года исключён из учётных списков посёлок Саланга.
В 2004—2020 годах Белогорск образовывал упразднённое Белогорское городское поселение.

## Население
| 1970  | 1979  | 1989  | 2002  | 2009  | 2010  | 2011  | 2012  | 2013  |
| ----- | ----- | ----- | ----- | ----- | ----- | ----- | ----- | ----- |
| 3909  | ↘3699 | ↗3772 | ↘3540 | ↘3289 | ↘3278 | ↘3260 | ↘3120 | ↘3016 |
| 2014  | 2015  | 2016  | 2017  | 2018  | 2019  | 2020  | 2021  |       |
| ↘2898 | ↘2818 | ↘2755 | ↘2713 | ↘2664 | ↘2593 | ↘2576 | ↘2287 |       |

## Статистика
На территории административного участка 14 расположены 1 медицинское учреждение; 1 школа, 1 объект культуры (ГДК) и 11 магазинов. Всего проживает 1403 человека, из них 1023 взрослого населения, 380 детей. Также имеется 31 многоэтажный жилой дом.
На территории административного участка 15 расположены 1 детский сад, 1 объект жизнеобеспечения (ЖКХ, котельная), 13 объектов торговли и Кия-Шалтырский нефелиновый рудник. Также в зоне обслуживания находится туристический комплекс «Горная Саланга», расположенный в 12 км от п. Белогорск. Всего проживает 1502 человека, из них 1119 взрослого населения, 383 несовершеннолетних. Также имеется 76 многоэтажных жилых домов.

## Экономика
Градообразующим предприятием является нефелиновый рудник Ачинского глиноземного комбината, на нём трудится основная часть жителей.

## Транспорт
Тупиковая железнодорожная ветка от Красной Сопки (Ачинск — Тигей) Красноярской железной дороги. Станция Кия-Шалтырь.

## Достопримечательности
В 15 километрах от Белогорска расположен горнолыжный курорт Горная Саланга, в непосредственной близости также находится заповедник Кузнецкий Алатау.